# Сражение при Ломас-де-Санта-Мария
Сражение при Ломас-де-Санта-Мария (исп. Batalla de las Lomas de Santa María) или сражение за Вальядолид — битва Войны за независимость Мексики, которая произошла 23–24 декабря 1813 года в районе Ломас-де-Санта-Мария в муниципалитете Вальядолид (ныне Морелия). Битва велась между силами роялистов, верными испанской короне, и мексиканскими повстанцами, борющимися за независимость от Испанской империи.
На церемонии закрытия Конгресса в Чильпансинго в октябре 1813 года было решено, что Хосе Мария Морелос и его люди возьмут город Вальядолид, чтобы конгресс мог обосноваться там.
Через шпионов среди повстанцев роялисты быстро узнал о шагах, которые планировал Морелос. По приказу вице-короля 8 декабря полковник Доминго Ландасури покинул столицу с двумя тысячами человек и двинулся в Вальядолид, где приготовился отразить нападение повстанцев. Утром 23 декабря Морелос написал Ландасури, требуя сдачи города, обещая уважать жизнь полководца и защитников-роялистов, но тот не не ответил лидеру повстанцев и начал готовить оборону Вальядолида.
В полдень повстанческая дивизия под командованием Эрменехильдо Галеаны начала бой за Вальядолид. Чуть более 1200 человек вошли в северную часть города и вступили в бои с батальонами Ландасури. Примерно через два часа в Вальядолид прибыли подкрепления Итурбиде и Льяно и вступили в ожесточенные столкновения с повстанцами. Галеана решил отступить.
Следующая попытка штурма Вальядолида была предпринята дивизией Николаса Браво, но, достигнув центра города, войска повстанцев были остановлены и отброшены Льяно.
Мариано Матаморос, священник повстанческих сил, командовал третьей и последней попыткой захватить Вальядолид у повстанцев, но эта попытка потерпела неудачу, как и предыдущие.
Морелос решил попытаться взять город на следующий день. Повстанцы отошли и  расположились на окраине города на лесистой равнине, в лесу, известном как Ломас-де-Санта-Мария, где стали готовиться к бою на следующий день.
Вечером 23-го Итурбиде был получил информацию от шпионов о местонахождении сил Морелоса. Льяно предложил атаковать, чтобы предотвратить новую атаку повстанцев на Вальядолид. Около двух часов ночи 24 декабря Льяно и Итурбиде атаковали лагерь повстанцев, уничтожив в ночном бою более четверти войск Морелоса, которые после отхода войск роялистов в темноте ещё продолжали сражаться друг с другом.
По совету членов верховной законодательной власти, назначенных Конгрессом Чильпансинго, Морелос решил отвести свои войска от Вальядолида и воздержаться от взятия этого города. Вместо этого он решил повернуть на Пуэблу и сражаться там.
Поражение в этом сражении ознаменовало конец четвертой кампании Морелоса и положило конец его военным успехам.